# ألعاب الدول الصغيرة الأوروبية 2007
عقدت ألعاب الدول الصغيرة الأوروبية 2007 في جمهورية موناكو في الفترة من 4 يونيو إلى 9 يونيو.

## الرياضات
- ألعاب القوى.
- كرة السلة.
- لعبة البولينج.
- جمباز.
- الجودو.
- سباق اليخت.
- الرماية.
- السباحة.
- تنس الطاولة.
- التنس.
- كرة الطائرة.

## جدول الميداليات
الجدول التالي يوضح أسماء الدول وعدد الميداليات التي حصلت عليها كل دولة:
| الترتيب | منتخب      | ذهبية | فضية | برونزية | المجموع |
| ------- | ---------- | ----- | ---- | ------- | ------- |
| 1       | قبرص       | 36    | 33   | 24      | 93      |
| 2       | أيسلندا    | 31    | 23   | 24      | 78      |
| 3       | لوكسمبورغ  | 20    | 25   | 36      | 81      |
| 4       | موناكو     | 19    | 16   | 17      | 52      |
| 5       | مالطا      | 4     | 9    | 17      | 30      |
| 6       | أندورا     | 4     | 6    | 7       | 17      |
| 7       | سان مارينو | 4     | 6    | 6       | 16      |
| 8       | ليختنشتاين | 3     | 5    | 5       | 13      |